# John Godina
John Carl Godina (Lawton, Oklahoma, 31 de maio de 1972) é um antigo atleta norte-americano que se notabilizou em provas de arremesso do peso e lançamento do disco. Foi campeão mundial em 1995, 1997 e 2001 e ganhou duas medalhas nas Olimpíadas de 1996 e 2000.

## Carreira
Nascido em Fort Sill, uma instituição militar situada no estado de Oklahoma, cedo se mudou para Cheyenne, no Wyoming, onde fez os estudos secundários e começou a praticar futebol americano e atletismo. Já como aluno da Universidade da Califórnia em Los Angeles, ganho três títulos nos campeonatos da NCAA, dois no disco e um no arremesso do peso.
Godina ganhou uma série de 24 competições seguidas em que participou entre julho de 1997 e fevereiro de 1999. 

## Melhores marcas pessoais

### Outdoor
| Prova               | Data               | Local                   | Marca   |
| ------------------- | ------------------ | ----------------------- | ------- |
| Arremesso do peso   | 22 de maio de 2005 | Carson, Estados Unidos  | 22.20 m |
| Lançamento do disco | 19 de maio de 1998 | Salinas, Estados Unidos | 69.91 m |

### Indoor
| Prova             | Data                    | Local                  | Marca   |
| ----------------- | ----------------------- | ---------------------- | ------- |
| Arremesso do peso | 26 de fevereiro de 2005 | Boston, Estados Unidos | 21.83 m |